# Football Club Sporting Benevento 1995-1996
Questa voce raccoglie le informazioni riguardanti il Football Club Sporting Benevento nelle competizioni ufficiali della stagione 1995-1996.

## Rosa
| N. |                   | Ruolo | Calciatore            |
| -- | ----------------- | ----- | --------------------- |
|    | Italia (bandiera) |       | Amabile               |
|    | Italia (bandiera) | A     | Giuseppe Barrucci     |
|    | Italia (bandiera) | D     | Alessandro Battisti   |
|    | Italia (bandiera) | C     | Antongiulio Bonacci   |
|    | Italia (bandiera) | C     | Massimiliano Calcagno |
|    | Italia (bandiera) | A     | Luigi Caruso          |
|    | Italia (bandiera) | P     | David Dei             |
|    | Italia (bandiera) | C     | Rocco De Marco        |
|    | Italia (bandiera) | D     | Mario De Rosa         |
|    | Italia (bandiera) | C     | Alessandro De Solda   |
|    | Italia (bandiera) |       | Di Dio                |
|    | Italia (bandiera) | A     | Marcello Di Renzo     |
|    | Italia (bandiera) | C     | Roberto Festa         |

| N. |                   | Ruolo | Calciatore          |
| -- | ----------------- | ----- | ------------------- |
|    | Italia (bandiera) | C     | Francesco Fonte     |
|    | Italia (bandiera) | P     | Giovanni Indiveri   |
|    | Italia (bandiera) |       | Impolito            |
|    | Italia (bandiera) | C     | Graziano Iscaro     |
|    | Italia (bandiera) | D     | Davide Lampugnani   |
|    | Italia (bandiera) | D     | Giovanni Langella   |
|    | Italia (bandiera) | A     | Francesco Libro     |
|    | Italia (bandiera) | D     | Stefano Mastroianni |
|    | Italia (bandiera) | A     | Francesco Micciola  |
|    | Italia (bandiera) | D     | Elio Migliaccio     |
|    | Italia (bandiera) | C     | Francesco Rispoli   |
|    | Italia (bandiera) | C     | Massimiliano Rossi  |
|    | Italia (bandiera) | A     | Maurizio Varriale   |

## Risultati

### Campionato

#### Girone di andata
| 3 settembre 1995 1ª giornata | Trani | 1 – 1 | Sporting Benevento |  |

| 10 settembre 1995 2ª giornata | Sporting Benevento | 1 – 0 | Giulianova |  |

| 17 settembre 1995 3ª giornata | Marsala | 1 – 1 | Sporting Benevento |  |

| 24 settembre 1995 4ª giornata | Sporting Benevento | 0 – 2 | Matera |  |

| 1º ottobre 1995 5ª giornata | Castrovillari | 1 – 0 | Sporting Benevento |  |

| 8 ottobre 1995 6ª giornata | Sporting Benevento | 1 – 0 | Fasano |  |

| 15 ottobre 1995 7ª giornata | Bisceglie | 0 – 0 | Sporting Benevento |  |

| 22 ottobre 1995 8ª giornata | Sporting Benevento | 0 – 0 | Battipagliese |  |

| 29 ottobre 1995 9ª giornata | Catanzaro | 3 – 1 | Sporting Benevento |  |

| 5 novembre 1995 10ª giornata | Sporting Benevento | 0 – 1 | Avezzano |  |

| 12 novembre 1995 11ª giornata | Sporting Benevento | 1 – 0 | Albanova |  |

| 19 novembre 1995 12ª giornata | Taranto | 0 – 0 | Sporting Benevento |  |

| 3 dicembre 1995 13ª giornata | Teramo | 1 – 1 | Sporting Benevento |  |

| 10 dicembre 1995 14ª giornata | Sporting Benevento | 3 – 2 | Viterbese |  |

| 17 dicembre 1995 15ª giornata | Catania | 3 – 0 | Sporting Benevento |  |

| 30 dicembre 1995 16ª giornata | Sporting Benevento | 1 – 1 | Astrea |  |

| 7 gennaio 1996 17ª giornata | Frosinone | 1 – 0 | Sporting Benevento |  |

#### Girone di ritorno
| 14 gennaio 1996 18ª giornata | Sporting Benevento | 2 – 0 | Trani |  |

| 21 gennaio 1996 19ª giornata | Giulianova | 2 – 0 | Sporting Benevento |  |

| 28 gennaio 1996 20ª giornata | Sporting Benevento | 2 – 2 | Marsala |  |

| 4 febbraio 1996 21ª giornata | Matera | 1 – 2 | Sporting Benevento |  |

| 11 febbraio 1996 22ª giornata | Sporting Benevento | 3 – 1 | Castrovillari |  |

| 18 febbraio 1996 23ª giornata | Fasano | 3 – 1 | Sporting Benevento |  |

| 25 febbraio 1996 24ª giornata | Sporting Benevento | 2 – 0 | Bisceglie |  |

| 10 marzo 1996 25ª giornata | Battipagliese | 2 – 0 | Sporting Benevento |  |

| 17 marzo 1996 26ª giornata | Sporting Benevento | 1 – 0 | Catanzaro |  |

| 24 marzo 1996 27ª giornata | Avezzano | 1 – 0 | Sporting Benevento |  |

| 31 marzo 1996 28ª giornata | Albanova | 2 – 0 | Sporting Benevento |  |

| 14 aprile 1996 29ª giornata | Sporting Benevento | 1 – 1 | Taranto |  |

| 20 aprile 1996 30ª giornata | Sporting Benevento | 1 – 0 | Teramo |  |

| 28 aprile 1996 31ª giornata | Viterbese | 1 – 0 | Sporting Benevento |  |

| 5 maggio 1996 32ª giornata | Sporting Benevento | 0 – 1 | Catania |  |

| 12 maggio 1996 33ª giornata | Astrea | 0 – 0 | Sporting Benevento |  |

| 19 maggio 1996 34ª giornata | Sporting Benevento | 1 – 0 | Frosinone |  |